# Namibias damlandslag i fotboll
Namibias damlandslag i fotboll representerar Namibia i fotboll på damsidan. Dess förbund är Namibia Football Association.